# Шеин, Анатолий Иванович
Анато́лий Ива́нович Ше́ин (1920—1982) — советский хозяйственный и государственный деятель.

## Биография
Родился в 1920 году на хуторе Забеловщина. Член КПСС.
С 1944 года — на хозяйственной, общественной и политической работе. В 1944—1982 гг. — технический руководитель, главный инженер, директор рудоуправления в Киргизской ССР, горный инженер в Чехословакии, главный инженер, начальник отдела тяжелой промышленности Южно-Казахстанского СНX, генеральный директор ПО «Каратау»
Избирался депутатом Верховного Совета Казахской ССР 7-го и 8-го созывов.
Делегат XXIII и XXIV съездов КПСС. 
Умер в 1982 году.